# Volksfreund (Parteizeitung)
Der Volksfreund war eine österreichische Zeitschrift, die erstmals 1890 und das letzte Mal 1939 erschienen ist. Der Volksfreund erschien wöchentlich an einem Samstag (manchmals freitags). Von 1899 bis 1922 gab es zudem die Beilage Illustriertes Sonntags-Blatt. Als Verlag der Zeitschrift fungierte von 1890 bis 1897 J. Oelbacher & Comp., von 1897 bis 1903 Hehenwarter & Reyer und von 1914 bis 1939 Franz Reyer's Erben. Erscheinungsort war Hallein.